# تخشب

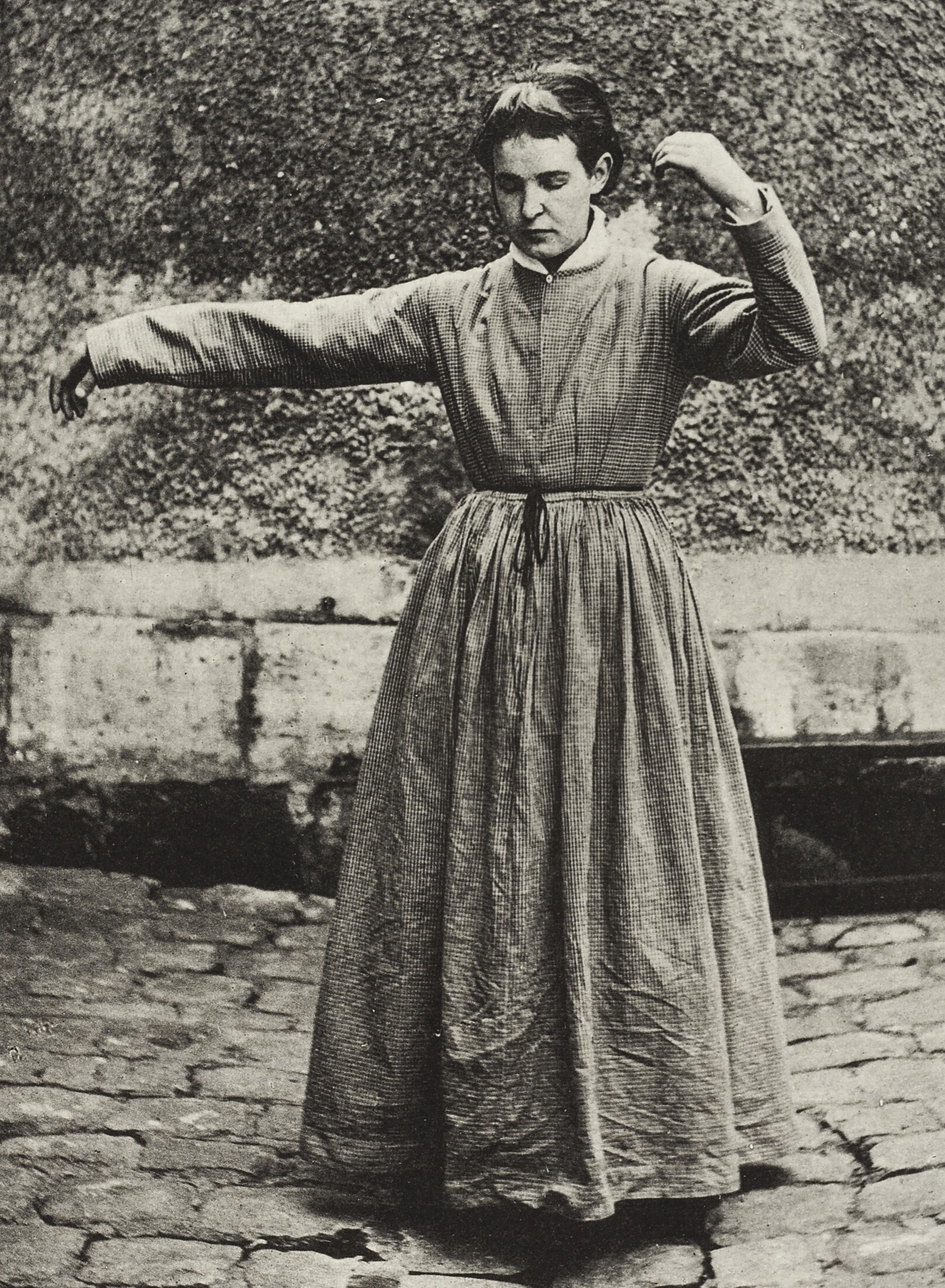
سيدة تعاني من التخشب

التَّخشُّب أو الجُمدة أو الجمود أو الإغماء التخشبيّ أو الصُّمُول (بالإنجليزية: Catalepsy)‏ هي حالة يفقد معها الإنسان، بصورة مؤقتة القدرة على الحركة الإرادية، ولا يُعدُّ الشخص الذي يعاني من التَّخشُّب مشلولاً إلا أنه ببساطة يفتقر إلى إرادة الحركة. ويمكن وضع اليدين والساقين للشخص المتخشب في أوضاع غير عادية، ويمكن الإبقاء على مثل هذا الوضع لعدة دقائق، وفي بعض الأحيان تكون عضلات الوجه عاجزة عن الحركة أيضًا. يرتبط التَّخشُّب عادةً بالحالات الحادة لمرض عقليّ يُسمى الفصام (الشيزوفرينيا). يمكن أن تظهر هذه الحالة على الأفراد الذين يتعرّضون للتنويم المغناطيسي مع إشارات مناسبة من المُنوِّم. وغالبًا ما يحدث التباس حالة التخشُّب بحالة النوبة، أي الافتقار المؤقت لحركة العضلات.

## علامات وأعراض
وتشمل الأعراض: 
هيئة جامدة، وأطراف جامدة، والبقاء في نفس الموقف عندما انتقلت وفقدان السيطرة على العضلات، وتباطؤ وظائف الجسم مثل التنفس.

## أسباب
الجمدة أو التخشب هو عرض من أعراض بعض الاضطرابات العصبية أو الأمراض مثل مرض باركنسون والصرع.
والتخشب يأتي أساساً من عدة أسباب أخرى منها:
1. الفصام
2. الذهانات التسممية
3. التهاب المخ[5]

## تاريخ
شهدت سانت تيريزا من افيلا نوبة طويلة من الجمدة التي بدأت في 1539. أصبحت ساقيها جامدة، تحملت تيريزا هجمات متقطعة من الجمدة منذ ذلك الحين